# Frente Democrático Nacional (Perú)
El Frente Democrático Nacional (FDN) o también llamado por el acrónimo FREDENA fue una alianza de partidos políticos peruanos surgida en 1944 con motivo de las elecciones presidenciales de 1945, convocadas para elegir al sucesor del presidente Manuel Prado y Ugarteche. Fue fundada en la ciudad de Arequipa bajo auspicio de Manuel J. Bustamante de la Fuente. Reunió a grupos políticos y cívicos de diversa índole, pero su núcleo central lo constituyó el Partido Aprista Peruano, que adoptó entonces el nombre de «Partido del Pueblo», a fin de evadir el impedimento constitucional de postular por ser un partido de carácter «internacional». El fin de este Frente o coalición fue lograr una verdadera democratización del país, la reconciliación entre las fuerzas políticas y la moralización en el manejo del estado. Logró llevar a la Presidencia de la República a José Luis Bustamante y Rivero formando así un gobierno de coalición, que no cumplió su mandato pues finalizó por un golpe de Estado en 1948.

## Origen
Finalizaba el primer gobierno de Manuel Prado y Ugarteche, que pese a reclamarse democrático, mantenía en la proscripción al partido más popular del Perú en esos momentos, el aprista. No existían otras fuerzas políticas capaces por sí solas de aspirar seriamente al gobierno, lo que obligaba inevitablemente a la conformación de alianzas electorales. El primer paso en ese sentido vino desde Arequipa, donde numerosos ciudadanos encabezados por Manuel J. Bustamante de la Fuente, exmiembro del Congreso Constituyente de 1931, y por el exalcalde Julio Ernesto Portugal, constituyeron una agrupación cívica cuyo primer acto fue suscribir un memorial en el que demandaban la vigencia irrestricta de las libertades públicas (3 de junio de 1944). En el Congreso, los diputados Arturo Osores Gálvez, Javier de Belaunde y Francisco Tamayo apoyaron esa exigencia. Ese fue el punto de partida del Frente Democrático Nacional, cuya representación y presidencia en Lima lo asumió el poeta José Gálvez Barrenechea. Importante papel en la gestación del Frente le correspondió al líder aprista Ramiro Prialé, que entonces usaba el pseudónimo de Alfredo Ganoza.
A fines de 1944 retornó al Perú el mariscal Oscar R. Benavides, presumiblemente con la intención de reclamarle al presidente Prado su apoyo para postular a la presidencia. Sin embargo encontró una atmósfera hostil de parte del gobierno y ello lo llevó a acercarse al FDN, cuyo núcleo lo constituían los apristas. Benavides y el jefe aprista Víctor Raúl Haya de la Torre coordinaron lanzar una candidatura común del FDN, de carácter reconciliatorio. Ambos se complementaban: Haya disponía del partido más poderoso; Benavides gozaba de prestigio entre los más importantes sectores económicos y de reconocido y grande ascendiente en el ejército. 
Se convocó a integrar el FDN a todas las agrupaciones sensibles al propósito reconciliatorio. Entre los numerosos grupos y personajes convocados estuvieron la Unión Revolucionaria (partido fundado por el presidente Luis Sánchez Cerro), el Partido Democrático Reformista (antes leguiísta) y el Partido Comunista Peruano, los que suscribieron el llamamiento pero dejaron la alianza poco después. Finalmente, habiendo adelantado el presidente Manuel Prado su apoyo electoral a la candidatura del general Eloy Gaspar Ureta, el FDN cohesionó sus fuerzas y proclamó, el 19 de marzo de 1945, la candidatura del jurisconsulto José Luis Bustamante y Rivero, entonces embajador en Bolivia, en un manifiesto inaugural que enfatizó objetivos moralizadores y «el anhelo especial de eliminar los odios políticos, el anatema sistemático del pasado». 
La principal fuerza partidaria del FDN era el Partido del Pueblo (nombre adoptado por el Partido Aprista para evitar la sanción prevista en el art. 56 de la Constitución de 1933 contra los «partidos internacionales»), apoyado por Acción Peruana, el Partido Socialista del Perú (1930), Acción Democrática Peruana, Juventud Independiente, el Partido Sindicalista Peruano y un numeroso contingente no partidista. Jorge Basadre, José León Barandiarán, Javier Correa Elías, Enrique García Sayán, Honorio Delgado y Rómulo Ferrero Rebagliati estuvieron entre los peruanos destacados que respaldaron la candidatura de Bustamante y Rivero y luego ocuparon carteras ministeriales.

## Las Elecciones de 1945
El FDN ganó las elecciones del 10 de junio de 1945, con amplia ventaja —305.590 votos (66,97%) contra 150.720 (33,03%) de su competidor Eloy Gaspar Ureta—. También obtuvo mayoría en el Parlamento, predominantemente aprista. A principios de julio de 1945 falleció en Lima el mariscal Benavides, el artífice del «matrimonio» entre el APRA y Bustamante.

## Fin del FDN
Pero la alianza frentista pronto mostró su fragilidad. No obstante la rectificación ideológica mostrada por el aprismo —confirmada en el célebre «Discurso del reencuentro» de Haya de la Torre en la plaza San Martín, el 20 de mayo de 1945, donde renunció a sus viejas consignas expropiatorias, su estrategia política no permitió una convivencia armónica con las otras fuerzas democráticas. Los apristas pasaron a la oposición más exacerbada, que obstaculizó notoriamente la labor gobiernista. En respuesta, se conformó la Acción Nacional, coalición antiaprista dirigida por Pedro G. Beltrán y el ex comunista Eudocio Ravines, que fomentó el ausentismo parlamentario, para impedir la acción opositora de los apristas. Mientras que en el resto del país se producían manifestaciones y huelgas. El «receso parlamentario» significó en los hechos la disolución del FDN, pero la estocada final fue la convocatoria del presidente Bustamante a constituir un Movimiento Democrático Nacional (28 de junio de 1948) con la finalidad de convocar a un Congreso Constituyente integrado por los congresistas no opositores y un número adicional elegido por lista incompleta y en distrito electoral único. Este proyecto no se concretó. Pocos meses después ocurrió la intentona revolucionaria aprista del Callao (3 de octubre de 1948), a raíz del cual Bustamante se vio obligado a poner fuera de la ley al partido aprista. Menos de un mes después ocurrió el golpe de Estado de Manuel A. Odría.